# Dorota Safjan
Dorota Maria Safjan (ur. 14 grudnia 1949 w Warszawie) – polska prawniczka, nauczycielka akademicka, doktor nauk prawnych, wiceminister finansów (1999–2001) i wiceprezydent Warszawy (2002–2003).

## Życiorys
Ukończyła w 1971 studia prawnicze na Uniwersytecie Warszawskim, w 1976 uzyskała stopień doktora nauk prawnych. Była uczestniczką prac Centrum Obywatelskich Inicjatyw Ustawodawczych Solidarności.
Do 1991 pracowała jako adiunkt na Wydziale Prawa i Administracji UW, a od 1985 w Centrum Medycznym Kształcenia Podyplomowego. Następnie związana z administracją państwową, była kolejno dyrektorem departamentu w Ministerstwie Zdrowia i Opieki Społecznej (do 1992) oraz dyrektorem departamentu w Najwyższej Izbie Kontroli (do 1999). W 1999 powołana na podsekretarza stanu w Ministerstwie Finansów, otrzymała nominację na głównego rzecznika dyscypliny finansów publicznych. Złożyła rezygnację w sierpniu 2001, kończąc urzędowanie w tym samym roku.
W 2002, po objęciu przez Lecha Kaczyńskiego urzędu prezydenta Warszawy, została jego zastępczynią odpowiedzialną za sprawy socjalne i służbę zdrowia. Podała się do dymisji w następnym roku po konflikcie z prezydentem. Była następnie doradczynią prezesa NIK Mirosława Sekuły. Została wykładowczynią w Katedrze Prawa Prywatnego na Akademii Leona Koźmińskiego w Warszawie.

## Życie prywatne
Żona Marka Safjana, prezesa Trybunału Konstytucyjnego i sędziego Trybunału Sprawiedliwości Unii Europejskiej.